# Peter Frankl
Peter Frankl (Budapest, 2 ottobre 1935) è un pianista ungherese naturalizzato statunitense.
Si occupa principalmente di musica del periodo classico, in particolare Mozart, dal periodo romantico fino al primo periodo moderno. Le sue registrazioni comprendono la musica completa per pianoforte solista di Debussy e Schumann.

## Biografia
Dopo gli studi all'Accademia musicale Franz Liszt di Budapest, Frankl vinse diversi concorsi pianistici alla fine degli anni '50. Fece il suo debutto in concerto a Londra nel 1962 e si esibì per la prima volta a New York nel 1967, quando apparve con l'Orchestra di Cleveland sotto la bacchetta di George Szell. Ha anche studiato con Maria Curcio e con Artur Schnabel, l'ultimo allievo e il preferito. Da allora è apparso come solista con molte altre orchestre e direttori d'orchestra. È stato ospite in molti festival internazionali, ad esempio eseguendo il concerto per pianoforte di Britten con il compositore sul podio all'Edinburgh International Festival.
Il repertorio di Frankl comprende anche musica da camera. Eleanor Warren della BBC ha formato una collaborazione a lungo termine tra Frankl ed il violinista suo connazionale György Pauk e con il violoncellista americano Ralph Kirshbaum. La BBC in seguito commissionò la Fourteen Little Pictures di James MacMillan per celebrare il 25º anniversario del loro trio nel 1997.
Frankl è professore di pianoforte presso la Yale School of Music di New Haven, nel Connecticut.